# Казаковский, Валерий
Вале́рий Казако́вский (род. 14 июля 2000) — литовский, ранее белорусский шахматист, гроссмейстер (2022). В составе сборной Литвы — участник на резервной доске 44-й Олимпиады (+6=1-2) и на 2-й доске 23-го командного чемпионата Европы (+5=2-0).

## Биография
Занимается шахматами с 7 лет. Участвовал во многих региональных и международных юношеских турнирах. Был одним из ведущих молодых белорусских шахматистов.
В 2022 году получил высшее образование по специальности «Мировая политика и экономика».
В 2010 году занял 2-е место на юношеском чемпионате Белоруссии.
Завоевал 2 серебряные медали на чемпионатах Литвы (2020, 2022). В 2023 году занял 3-е место.
Выиграл международные шахматные турниры в Санкт-Петербурге (2019) и Паневежисе (2021).
В августе 2023 года вышел на 1-е место по рейтингу среди литовских шахматистов.

## Общественная деятельность
В 2019 году переехал в Литву из-за общественно-политической жизни в Беларуси. Казаковский считает, что в Белоруссии плохо развиваются шахматы. Переехав в Литву, начал деятельность в нескольких волонтёрских проектах. Выступил против российского вторжения на Украину, подписав обращение белорусских шахматистов к Александру Лукашенко.